# 남을번
남을번(南乙蕃, 1320년 ~ 1395년 2월 13일)은 고려 말기, 조선 전기의 문신이다. 고려 때 밀직부사(密直府使)를 지내고, 조선 건국 후 개국공신이 된 아들 남재, 남은 등의 공으로 검교시중(檢校侍中)이 되었다. 장군 남이의 5대조가 된다. 시호는 경렬(敬烈)이다.
1320년(충숙왕 7)에 태어났으며 할아버지는 풍저창부사(豊儲倉副使)와 풍저창사(豊儲倉使)를 지낸 남익저(南益㫝 또는 개저(盖胝))이며, 아버지는 지영광군사(知靈光郡事)를 지낸 남천로(南天路)이고, 어머니는 함양박씨(咸陽朴氏)로 중랑장(中郞將)을 지낸 박종(朴琮)의 딸이다. 동생은 남을진, 남을경이다.
생애 초기의 행적에 대해서는 알려진 것이 없다. 고려 말에 관직에 올라 밀직부사(密直副使)를 지냈다. 1392년(공양왕 4) 7월 이성계가 조선을 건국하자 관직에 나아갔다. 개국공신이 된 아들 남재(南在)와 남은(南誾) 등의 훈공으로 그는 검교시중(檢校侍中)이 되었다. 이어 익대보조찬화공신(翊戴補祚贊化功臣)에 책록되고, 보국숭록대부 문하성시중(輔國崇祿大夫門下省侍中)을 거쳐 의령부원군(宜寧府院君)에 봉군되었다. 1395년(태조 4) 2월 13일에 사망했다. 경렬(敬烈)의 시호가 추서되었다. 한참 뒤에 증 대광보국숭록대부 영의정이 추증되었다.
묘는 경기도 양주군 별비면 화접리(후일 남양주시 별내면 화접리 282-7번지로 바뀌었다가 남양주시 별내동으로 변경) 주을곡부락에 있고, 아들 남재의 묘소가 근처에 있다.

## 가족 관계
- 할아버지 : 남익저(南益㫝)
- 아버지 : 남천로(南天路)
- 어머니 : 함양박씨(咸陽朴氏), 중랑장 박종(朴琮)의 딸
  - 동생 : 남을진(南乙珍, 1331년 ~ 1393년/1400년)
  - 동생 : 남을경(南乙敬 또는 南乙卿[1])
    - 종손 : 남계영(南季瑛, 1415년 ~ ?), 남을경의 손자
- 부인 : 최강(崔茳)의 딸
  - 아들 : 남재(南在, 1351년 ~ 1419년), 남이의 고조부
  - 며느리 : 변한국대부인 파평 윤씨(坡平 尹氏)
    - 손자 : 남경문(南景文, 1370년 - 1395년), 의산위 남휘의 아버지

  - 아들 : 남은(南誾, 1354년 ~ 1398년 10월 6일(음력 8월 26일))
  - 아들 : 남실(南實)
  - 아들 : 남지(南贄, ? - 1398년, 우상절도사)

## 같이 보기
- 남은
- 남재
- 남을진
- 남이
- 남휘

## 참고 문헌
- 고려사
- 조선왕조실록 태조실록

## 관련자료
- 신구문화사, 《한국인명대사전》 (신구문화사, 1976)
- 양주군청, 《양주군지, 하권》 (양주군지편찬위원회, 1992)